# Loewenfeld-Mausoleum

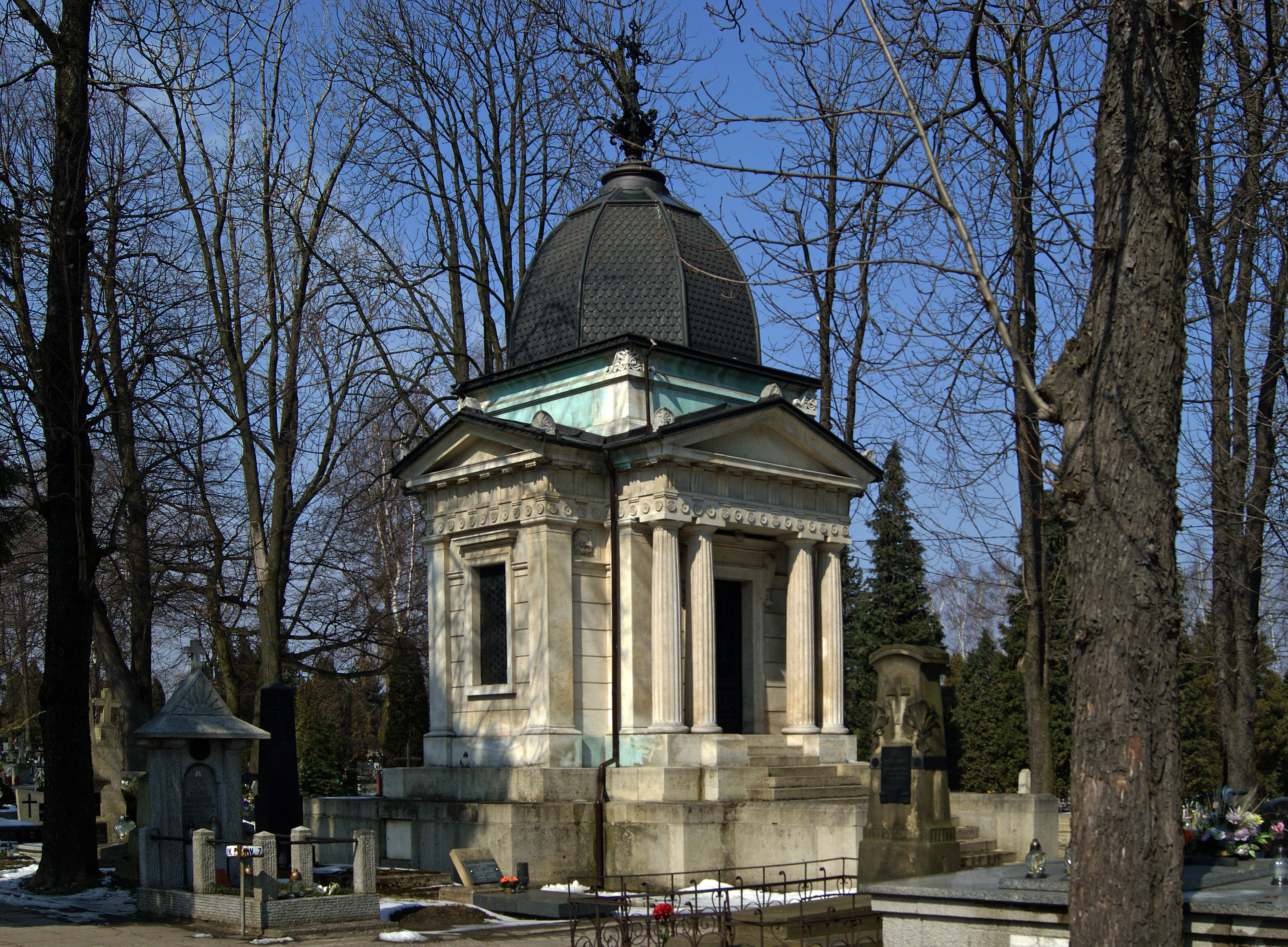
Mausoleum der Familie Loewenfeld in Chrzanów

Das Loewenfeld-Mausoleum in Chrzanów, einer polnischen Stadt in der Woiwodschaft Kleinpolen, wurde von 1898 bis 1900 erbaut. Das Mausoleum auf dem kommunalen Friedhof ist seit 1996 ein geschütztes Kulturdenkmal.
Das Mausoleum im Stil des Neoklassizismus ließ der polnisch-österreichische Unternehmer und Kunstsammler Henryk Loewenfeld (* 1. September 1859 in Warschau; † 4. November 1931 in Paris) für seine Eltern errichten. Die Pläne entwarf der Architekt Teodor Talowski (1857–1910).
Das Mausoleum in Form einer Ädikula wird von einer Kuppel überragt, die von einem eisernen Kreuz bekrönt wird. Die Dreiecksgiebel an allen vier Seiten sind mit Akroteren geschmückt.
Der Erbauer Henryk Loewenfeld wurde ebenfalls hier bestattet.